# Avatanak Island
Avatanak Island ist mit 16 km Länge die zweitgrößte Insel der Krenitzin Islands, einer Untergruppe der Inselgruppe der Fox Islands in den östlichen Aleuten, Alaska. Sie liegt südöstlich von Akun Island, jenseits der Avatanak-Straße. Innerhalb der Krenitzin Islands liegt sie zwischen Rootok Island im Westen und Tigalda Island im Osten.
Die Insel hat eine Fläche von etwa 30 km². Der höchste Punkt der Insel liegt 147 m über dem Meeresspiegel. Das Innere der Insel ist im Osten und Westen gebirgig und im Zentrum eher sanft hügelig. Den größten Teil der südlichen und östlichen Küste bilden steile Klippen. An der nördlichen Küste gibt es sowohl steile Klippen wie auch breite Stromtäler. Im Inneren der Insel gibt es einige Süßwasserseen.
„Avatanak Aiktak“ ist ein Aleuten-Name, der durch russische Forscher in verschiedenen Aussprache überliefert wurde und vermutlich mit dem Aiaialgutak von Captain Lt. Krenitzin and Lt. Levashev (1768) identisch ist. Der Name „Avatanak“ wurde durch Innokenti Weniaminow (1840) und Michail Tebenkow (1852) verbreitet, während Friedrich Benjamin von Lütke und das russische hydrographische Department (1847) „Avatanok“ verwendeten.
Das Avatanak Predator Removal Project beabsichtigt, die durch die am 26. November 1997 auf Grund gelaufene M/V Kuroshima  verursachte Ölverschmutzung reduzierte Vogelpopulation wieder auf den vorherigen Stand zu bringen, indem die um 1920 eingeführten Polarfüchse eingefangen werden sollen. Nach einer Vorstudie ab 2002, der pre-fox removal wildlife surveys at Avatanak Island, läuft das eigentliche Programm seit 2004 unter der Leitung des United States Fish and Wildlife Service.